# کارآگاه گجت: تهاجم ربات‌های دیوانه
کاراگاه گجت: تهاجم ربات‌های دیوانه (به انگلیسی: Inspector Gadget: Mad Robots Invasion) یک بازی ویدئویی در ژانر اکشن و ماجراجویی است که برپایه انیمیشن سریالی کارآگاه گجت در سال ۲۰۰۳ برای کنسول پلی استیشن ۲ تنها در اروپا منتشر شد. این بازی به دلیل وجود عناصر کارتونی فانتزی و تمرکز بیشتر بر روی ابزارهای کارآگاه گجت در گیم پلی مورد تحسین قرار گرفت اما از تکراری بودن گیم پلی و گرافیک ضعیف شدیداً انتقاد شد.

## بازخوردها
| ناشر               | امتیاز |
| ------------------ | ------ |
| Jeuxvideo.com      | 8/20   |
| Gamezone (Germany) | 4.8/10 |